# Cowan
Cowan és una població dels Estats Units a l'estat de Tennessee. Segons el cens del 2000 tenia 1.770 habitants.

## Demografia
Segons el cens del 2000, Cowan tenia 1.770 habitants, 746 habitatges, i 499 famílies. La densitat de població era de 345,2 habitants/km².
Dels 746 habitatges en un 30,8% hi vivien nens de menys de 18 anys, en un 46,6% hi vivien parelles casades, en un 16,4% dones solteres, i en un 33% no eren unitats familiars. En el 31,4% dels habitatges hi vivien persones soles el 14,3% de les quals corresponia a persones de 65 anys o més que vivien soles. El nombre mitjà de persones vivint en cada habitatge era de 2,36 i el nombre mitjà de persones que vivien en cada família era de 2,95.
Per edats la població es repartia de la següent manera: un 24,7% tenia menys de 18 anys, un 8,5% entre 18 i 24, un 25,6% entre 25 i 44, un 22,7% de 45 a 60 i un 18,5% 65 anys o més.
L'edat mediana era de 39 anys. Per cada 100 dones de 18 o més anys hi havia 84,2 homes.
La renda mediana per habitatge era de 27.448 $ i la renda mediana per família de 33.882 $. Els homes tenien una renda mediana de 27.321 $ mentre que les dones 20.909 $. La renda per capita de la població era de 18.352 $. Entorn del 13,4% de les famílies i el 16,7% de la població estaven per davall del llindar de pobresa.

## Poblacions més properes
El següent diagrama mostra les poblacions més properes.